# Tucetona arcodentiens
Tucetona arcodentiens is een tweekleppigensoort uit de familie van de Glycymerididae. De wetenschappelijke naam van de soort is voor het eerst geldig gepubliceerd in 1895 door Dall.